# Roy Vanenburg
Roy Vanenburg (Paramaribo, 1948) es un exfutbolista y posterior director técnico surinamés. Jugó la mayoría de su carrera con el S.V. Transvaal, ganando seis títulos de la Hoofdklasse y dos Copas de Campeones de la Concacaf, acabando como máximo de la anotador en 1968 y 1971. Anteriormente jugó para el S.V. Robinhood antes de unirse a Transvaal en 1967.
Después de su retiro como jugador, dirigió al SV Transvaal. Después al Walking Boyz Company donde ganó el título de Segunda División, la Copa de Surinam y la Copa Presidente de Surinam, todo esto en 2009.

## Trayectoria
Vanenburg empezó su carrera en 1961, cuando tenía 13 años en el Señor Bronsplein, en Paramaribo, Surinam, jugando en los rangos de juventud de V.V. Ajax. En 1963 una NAKS, jugando para Jong NAKS en la liga de juventud, recibiendo guiaje del gusta de Frits Purperhart y Imro Pengel, antes de transferir a Hércules un año más tarde.

### Hércules
En 1964, se unió al Hércules Voetbal Vereniging, haciendo su debut en el Hoofdklasse a la edad de 16 años. Su rendimiento subió y fue transferido con el S.V. Robinhood en noviembre de 1965.

### Robinhood
De 1965 a 1967, jugó para el SV Robinhood. Por su rendimiento, se ganó la banda de brazo de capitán, en los Juegos de Reino en 1966, jugando para la selección de Surinam.

### Transvaal
Jugó el resto de su carrera para SV Transvaal, donde jugó con Wensley Bundel y Pauli Corte en el mediocampo. En 1968, acabó como goleador de la liga junto con Edwin Schal con 14 goles cada uno.
En 1971, volvió a acabar como artillero con 16 tantos. Junto con Harald Reumel y Edwin Schal, formó un trío que posó una amenaza importante para los adversarios.
1973, el año más exitoso para Transvaal, ayudó a ganar el Copa de Campeones de la Concacaf, esa hazaña, fue la primera y única de un club surinamés, Transvaal también ganaría el título nacional el mismo año.
En la Copa de Campeones 1975, acabaron como subcampeones en la competición, perdiendo con el Atlético Español de México 5-1.  Ayudó Transvaal a obtener la Copa de Campeones de la Concacaf 1981, ganando el título 2-1 al C.D. Atlético Marte de El Salvador.
Es considerado uno de los jugadores de fútbol más grandes de Surinam, ayudó al club a tener seis títulos nacionales y dos Copa de Campeones de la Concacaf durante su carrera, también acabó como máximo anotador de la liga dos veces.

## Selección nacional
Hizo su debut en 1965 y fue el capitán de equipo en los Juegos de Reino 1966 un año más tarde. También ayudó a ganar la Copa de Naciones de la CFU 1978.

## Trayectoria como entrenador
En 1981, Vanenburg retirado como jugador, tomó las riendas del su ex equipo. Más tarde entrenó al SCSV Takdier Chicos, Paloeloe y SV SNL todos de la Hoofdklasse.
De 2006 a 2007 dirijió al FCS Nacional. En cuatro temporadas que dirigió al Walking Boyz Company, ayudó el club para ganar el campeonato nacional, la Copa de Surinam y la Copa del Presidente de Surinam.
En 2011, fue entrenador del SV Robinhood, separando maneras con el club, manera media a través de su segunda temporada, en 2012 tomó al SV Muesca donde se quedó hasta 2014, regresando a SV Transvaal el año siguiente. En diciembre de 2015 el club lo despidió, y fue reemplazado por Dennis Baino.

## Vida personal
Vanenburg es tío del jugador neerlandés Gerald Vanenburg, que llegó a ganar la Eurocopa 1988 con los Países Bajos, el premio de Futbolista del año en los Países Bajos en 1988 y 1989 y la Copa de Campeones de Europa en 1988 con el PSV Eindhoven.

## Palmarés

### Como jugador

#### Títulos nacionales
| Título      | Equipo    | País    | Año  |
| ----------- | --------- | ------- | ---- |
| Hoofdklasse | Transvaal | Surinam | 1967 |
| Hoofdklasse | Transvaal | Surinam | 1968 |
| Hoofdklasse | Transvaal | Surinam | 1969 |
| Hoofdklasse | Transvaal | Surinam | 1970 |
| Hoofdklasse | Transvaal | Surinam | 1973 |
| Hoofdklasse | Transvaal | Surinam | 1974 |

#### Títulos internacionales
| Título                           | Equipo (*) | Sede              | Año  |
| -------------------------------- | ---------- | ----------------- | ---- |
| Copa de Campeones de la Concacaf | Transvaal  | Surinam           | 1973 |
| Copa de Naciones de la CFU       | Surinam    | Trinidad y Tobago | 1978 |
| Copa de Campeones de la Concacaf | Transvaal  | Surinam           | 1981 |

(*) Incluyendo la selección.

#### Distinciones individuales
| Distinción                      | Año  |
| ------------------------------- | ---- |
| Máximo goleador del Hoofdklasse | 1968 |
| Máximo goleador del Hoofdklasse | 1971 |

### Como entrenador
| Título                     | Equipo               | País    | Año  |
| -------------------------- | -------------------- | ------- | ---- |
| Copa Real                  | FCS Nacional         | Surinam | 2006 |
| Copa de Paramaribo         | Walking Boyz Company | Surinam | 2007 |
| Copa de Paramaribo         | Walking Boyz Company | Surinam | 2008 |
| SVB-Eerste Klasse          | Walking Boyz Company | Surinam | 2009 |
| Copa de Surinam            | Walking Boyz Company | Surinam | 2009 |
| Copa Presidente de Surinam | Walking Boyz Company | Surinam | 2009 |